# 森口站
森口站（日语：／ Moriguchi eki */?）是位於長野縣松本市波田森口，Alpico交通的上高地線車站。車站編號為AK-10。

## 歷史
- 1922年（大正11年）
  - 5月10日 - 筑摩鐵道車站啟用[1]。
  - 10月31日]] - 公司名稱改為筑摩電氣鐵道。
- 1932年（昭和7年）12月2日 - 公司名稱改為松本電氣鐵道。
- 2011年（平成23年）4月1日 - 公司名稱改為Alpico交通。
- 2012年（平成24年）3月24日 - 新車站大樓啟用[3]。
- 2015年（平成27年）3月26日 - 舊車站大樓拆毀，遺址變為停車場[4]。

直至1970年前，月台西邊的本線南北各有1條引込線。該處會起卸木材。在1960年代設有引込線。
在1964年前，此站設有數名職員當值。而車站在1965年至1966年之間變為委託車站。

## 車站構造
車站是一座地面車站，設有2面2線相對式月台。每日有3對列車進行列車交會。月台之間設有站內平交道。在2013年，站內還有唯一警報機。
此站是業務委託車站，平日7:20至16:20之間設有職員當值，負責售票業務與為下車客收集車票。

### 月台
| 月台 | 路線      | 上下行 | 方向                     |
| ---- | --------- | ------ | ------------------------ |
| 1    | ■上高地線 | 上行   | 新村、信濃荒井、松本方向 |
| 2    | ■上高地線 | 下行   | 波田、新島島方向         |

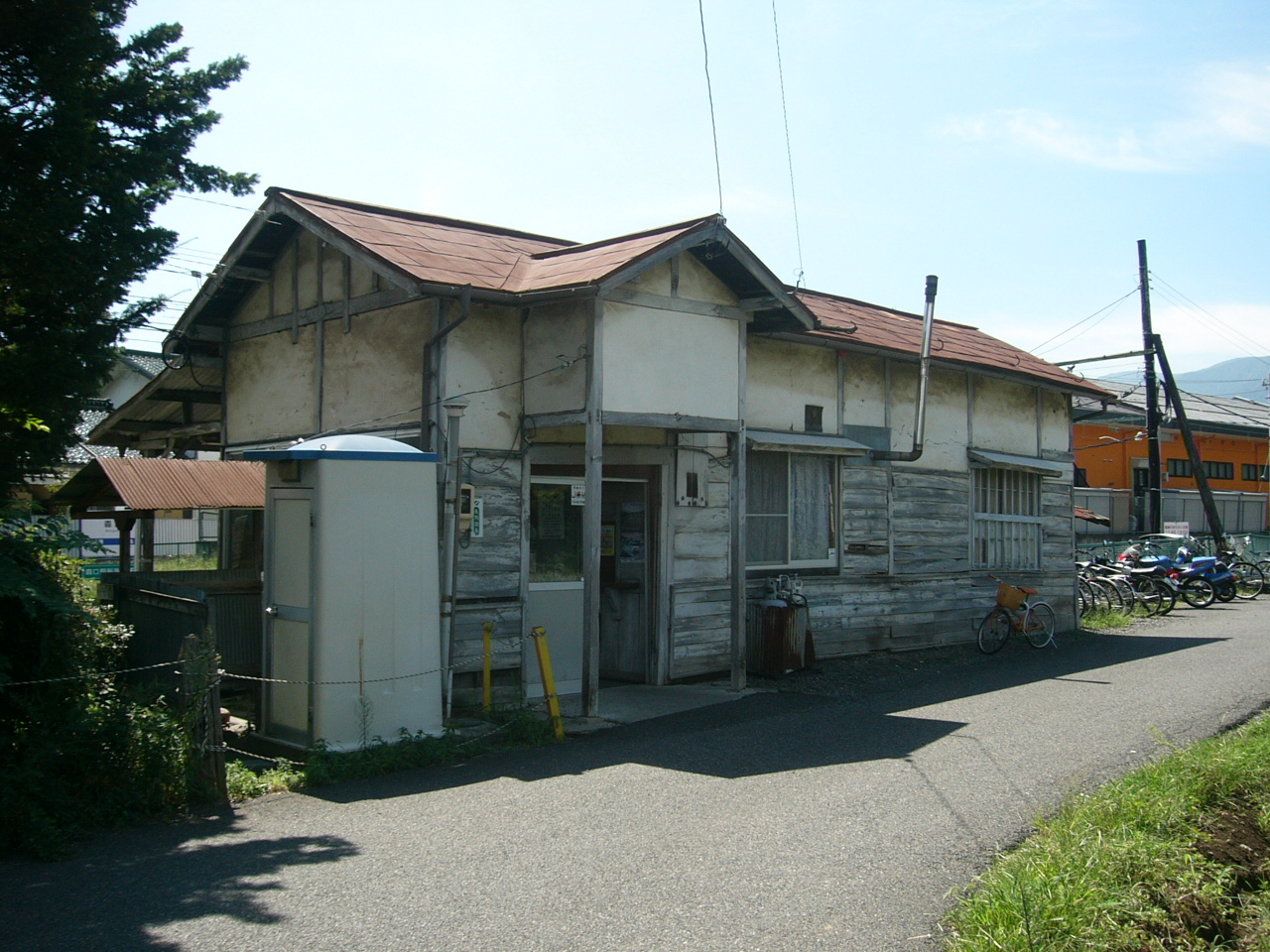
舊車站大樓（2006年9月2日）
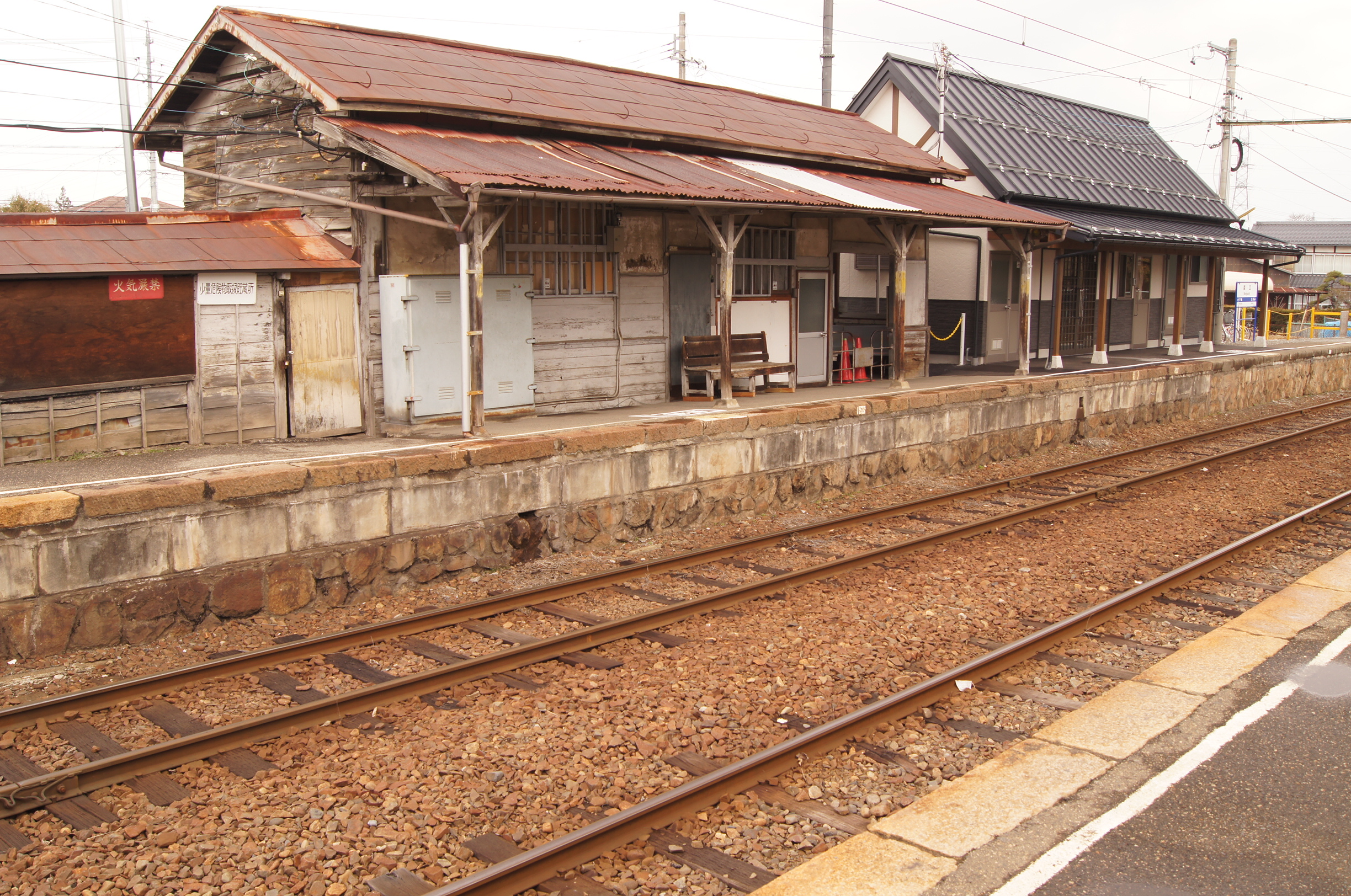
新舊車站大樓（2012年3月28日）
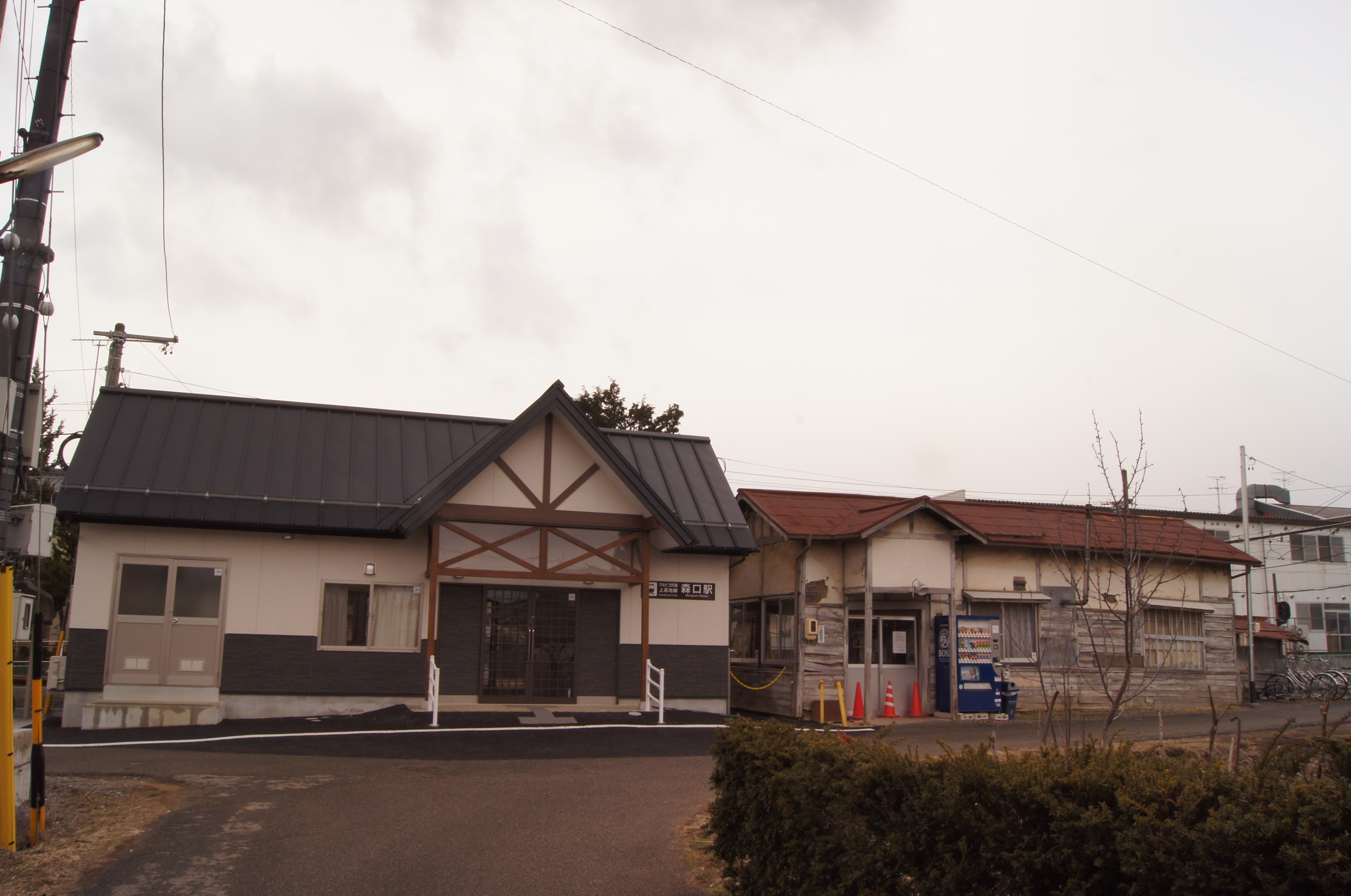
開始使用後的新車站大樓與舊車站大樓（2012年3月28日）
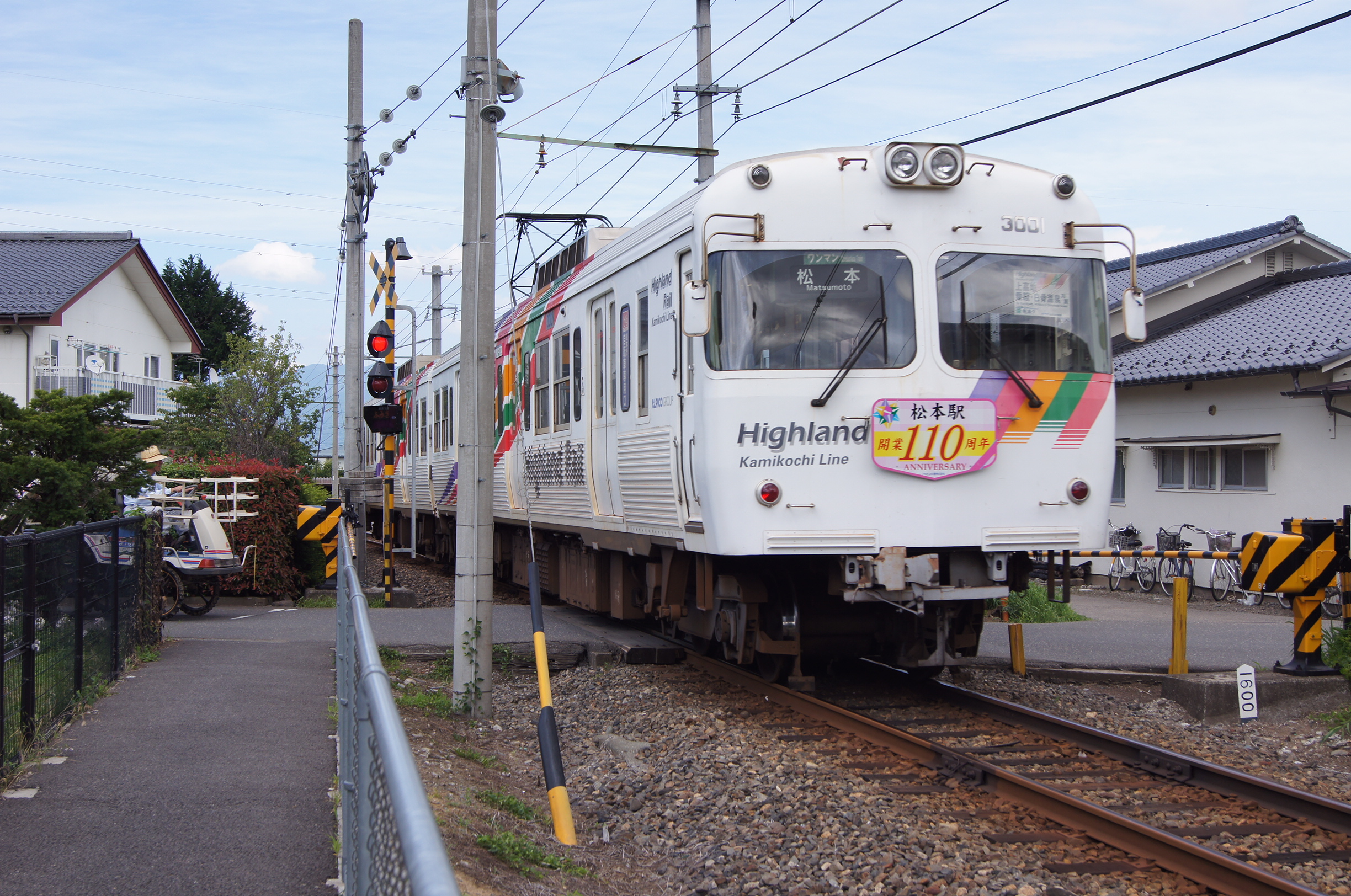
進站列車（2012年7月11日）
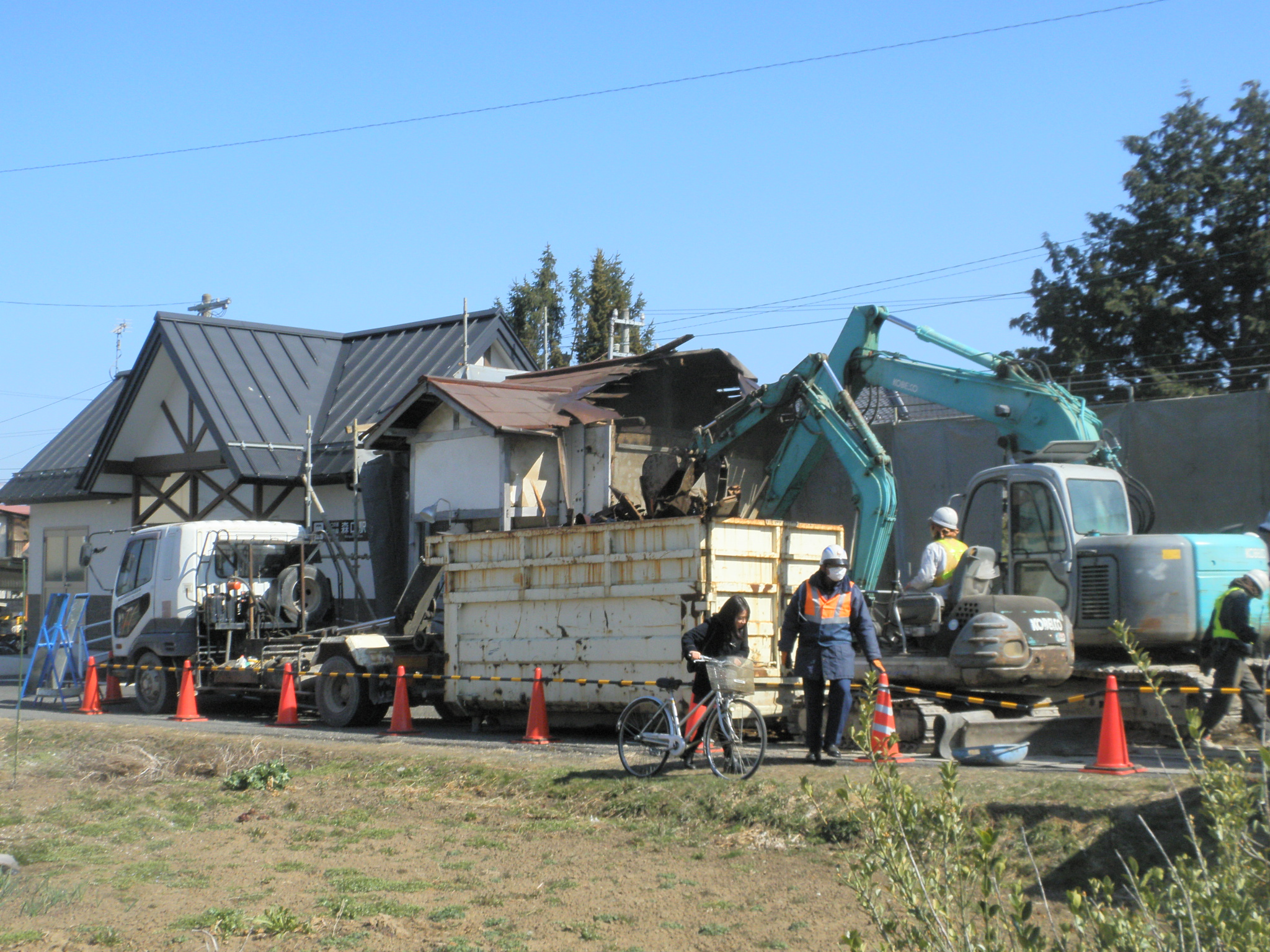
舊車站大樓在2015年3月26日拆毀

## 使用狀況
根據「松本市統計書」，以下為1日平均乘車人次列表：
| 乘車人次變化 | 乘車人次變化 |
| 年度         | 1日平均人次  |
| ------------ | ------------ |
| 2009         | 225          |
| 2010         | 260          |
| 2011         | 268          |
| 2012         | 271          |
| 2013         | 266          |
| 2014         | 249          |
| 2015         | 277          |
| 2016         | 279          |
| 2017         | 277          |

## 車站周邊
車站附近為住宅和農地。而車站周邊較多住宅，步行數分鐘可到達車站南邊的農地。車站南邊設有松本大學宿舍。車站西北方設有宮治工程（舊宮地鐵工）松本工場，工場在1945年開始作業，在2010年3月規模大幅度縮小。
- 國道158號
- 三神社（日语：三神社）[1]
- 八十二銀行（日语：八十二銀行）波田分店
- 大型彈珠店

## 相鄰車站
Alpico交通
上高地線
三溝（AK-09）－森口（AK-10）－下島（AK-11）

## 注腳
1. 1 2 3 4 5  信濃毎日新聞社出版部. . 信濃毎日新聞社. 2011-07-24: 315. ISBN 9784784071647 （日语）.
2. ↑  . 国土地理院.   [2012-06-02] （日语）.[]
3. ↑  . 鐵道畫刊 (電気車研究会). 2012年6月, (863): 98 （日语）.
4. ↑  《市民Times》2012年3月27日號
5. ↑  營業時間參考自由松本電氣鐵道發行的2009年12月16日改正時間表。